# Spodnji Otok
Spodnji Otok je naselje v Občini Radovljica.
Listina iz leta 1326 omenja vas Otok kot Werd. Med letoma 1326 in 1331 sta se v vasi naselila Jurij in Nikolaj iz rodu poljških vitezov in osnovala vsak svojo linijo. Jurij je imel dvor na Spodnjem Otoku, Nikolaj pa dva, enega na Zgornjem Otoku in drugega v Mošnjah. Oba rodova se nista ohranila dolgo. Del rodu se še na začetku vladavine Celjskih omenja v radovljiški okolici. Del rodu pa se je odselil v Ljubljano.